# Embrague Haldex
El embrague Haldex (eje trasero Haldex o sistema de tracción Haldex) es un mecanismo fabricado por la empresa sueca Haldex que sirve para evitar pérdidas de tracción a las ruedas en condiciones de aceleración y frenado, entre otros.
La mayoría de estos sistemas están configurados con un 90% de la tracción en el eje delantero y el 10% restante en el eje trasero, conjuntamente con el embrague viscoso y la gestión electrónica que empiezan a funcionar cuando perciben pérdidas de tracción.

## Ventajas
Las ventajas que ofrece un vehículo equipado con este sistema respecto a uno de tracción delantera, o incluso a tracción total, son las siguientes:
- Tracción regulable en las ruedas traseras, la cual es gestionada electrónicamente.
- Transmisión de un elevado par, hasta 3200 N·m (2360 lb·pie) sobre el eje trasero.
- Reacción rápida en el reparto del par entre ejes. El eje trasero es capaz de transmitir hasta 1000 N·m (738 lb·pie), con solamente una diferencia de 10º de giro entre ejes.
- Conducción confortable, similar a la de un vehículo de tracción delantera.
- Es totalmente combinable con las funciones de los sistemas ABS, reparto de frenada electrónico (EBD), EDS (Electronic Differential Lock), control de tracción, MSR (Motor Spin Regulation) y control de estabilidad.
- Posibilita la conducción con la rueda de emergencia, situación en la que se circula con tracción delantera.
- Permite el remolcado del vehículo con un eje levantado.

## Estructura

### Componentes mecánicos
Estos asumen la función de transmitir el par de tracción, procedente del árbol cardán al diferencial mediante un embrague multidisco. Las piezas que los forman son las siguientes:
- El árbol de entrada.
- Los discos interiores y exteriores o conjunto multidisco.
- El disco de leva.
- Los cojinetes de rodillos con el émbolo anular.
- El árbol de salida.

### Componentes hidráulicos
Son los encargados de hacer el trabajo sobre el embrague multidisco.
- La bomba hidráulica o bomba eléctrica de aceite.
- La válvula reguladora de presión.
- El acumulador.
- El filtro de aceite.
- Válvulas auxiliares.

### Componentes electrónicos
Tienen la función de gestionar la presión del aceite que comprime más o menos el conjunto multidisco. Las piezas que forman los componentes electrónicos son:
- La unidad de control.
- El transmisor de temperatura.
- El servomotor para la válvula reguladora.
- El motor de la bomba eléctrica de aceite.[3]

## Vehículos equipados con este sistema
Se ha utilizado en los siguientes vehículos:
| - Audi A3 quattro - Audi Q3 - Audi TT quattro - Bugatti Veyron - SEAT León 4 - SEAT Altea Freetrack 4 - SEAT Alhambra 4 - SEAT Ateca 4 drive[cita requerida] - Škoda Octavia - Škoda Superb - Škoda Kodiaq - Škoda Yeti (generación IV) - Volkswagen Bora 4motion - Volkswagen New Beetle RSi - Volkswagen Passat B6 4motion - Volkswagen Sharan 4motion - Volkswagen Tiguan - Volkswagen Golf VI 4motion - Volkswagen Multivan 4motion - Volkswagen Caddy 4motion - Volkswagen Transporter 4motion | - Volvo S40 AWD - Volvo V50 AWD - Volvo S60 AWD - Volvo XC60 (generación IV) - Volvo V70 AWD - Volvo S70 AWD - Volvo XC70 (Gen II 2003-2005, Gen III 2006+) - Volvo S80 AWD - Volvo XC90 (generación II) - Ford Taurus - Ford Kuga - Mercury Montego - Land Rover Freelander - Saab 9-3 (generación IV con o sin eLSD) - Saab 9-5 Aero y Turbo6 (2010-) (generación IV sin eLSD) - Saab 9-4X XWD (generación IV con eLSD) - Lamborghini Aventador - Opel Insignia (generación IV) - Buick LaCrosse (generación IV) - Cadillac SRX (generación IV)[cita requerida] |